# Bufo spinosus
Il rospo comune occidentale (Bufo spinosus Daudin, 1803) è un anfibio anuro appartenente alla famiglia dei Bufonidi.

## Descrizione
Con una lunghezza massima di 15-18 cm nelle femmine e 11 cm nei maschi, il rospo comune occidentale è significativamente più grande di quello diffuso in Europa centrale e settentrionale. Anche le ghiandole parotoidi sono più grandi, inoltre la pelle è più verrucosa e cosparsa di fini spine cornee nere. Raggiungono comunque dimensioni simili anche i parenti della specie Bufo bufo presenti in Italia e sui Balcani. Le parti superiori di questi animali sono di colori variabili, come marrone, giallo, grigio o verde oliva, a volte anche rossastro o arancione, con macchie chiare e scure. Gli occhi, con pupilla ovale orizzontale, hanno un'iride rossastra. Rispetto a Bufo bufo, le ghiandole parotoidi viste dall'alto divergono ancora più nettamente all'indietro e i tubercoli metatarsali sono più grandi e spessi. La lunghezza è di 6-11 cm nei maschi e di 7-18 cm nelle femmine.

## Biologia
La denominazione «rospo comune» raduna in realtà un complesso di specie diverse i cui rapporti di parentela non sono ancora stati definitivamente chiariti. La forma diffusa in Europa occidentale e meridionale, a lungo considerata una sottospecie di Bufo bufo con il nome di Bufo bufo spinosus, è stata riconosciuta solo di recente come una specie separata. A seconda di habitat e area di diffusione, questi animali sono attivi per tutto l'anno o possono compiere un letargo invernale di alcune settimane. Durante la stagione riproduttiva, che si svolge nei mesi invernali umidi da ottobre/novembre fino ad aprile (ma in montagna anche fino a giugno), sono animali diurni, mentre nei mesi restanti sono notturni. Alimentazione, comportamenti difensivi, accoppiamento e deposizione delle uova in cordoni gelatinosi seguono le stesse modalità di Bufo bufo, ma il numero delle uova deposte è maggiore: fino a 14.000.

## Distribuzione e habitat
L'areale di distribuzione di Bufo spinosus comprende la Francia meridionale, occidentale e centrale, l'intera penisola iberica e probabilmente anche il Nord Africa, fino alle propaggini nord-orientali della catena montuosa dell'Atlante; è stata inoltre introdotta sull'isola di Jersey (Gran Bretagna). In Francia il confine dell'areale di distribuzione segue una linea che va dalla Normandia attraverso Lione fino al sud della Francia e alla Liguria di ponente in Italia. Questa specie vive in pianura e in collina, perlopiù entro i 400-500 m, ma sui Pirenei anche fino a 2600 m di quota. Predilige habitat boscosi e semi-aperti, macchie o boscaglie, ma anche prati, campi coltivati o pinete. Si riproduce in corsi e specchi d'acqua di ogni genere, come laghi, stagni, fiumi e ruscelli, ma anche in raccolte d'acqua più piccole come fossi e pozzanghere.

## Tassonomia
La popolazione di rospi comuni diffusa sulla Sierra de Gredos, in Spagna centrale, precedentemente classificata nella sottospecie B. bufo gredosicola, è oggi considerata una variante montana di B. spinosus.